# Franska protektoratet Annam
För andra betydelser, se Annam.
Franska protektoratet Annam var ett nominellt kejsardöme under Nguyendynastin, ett franskt protektorat i centrala Vietnam från 1883 och en beståndsdel i Franska Indokina 1887-1948.

## Namn
Annan (pinyin: Ānnán  (安南, kinesiska för "fredliga/pacificerade södern") var namnet som området som idag utgör Vietnam bar när det betalade tribut till det kinesiska kejsardömet. Namnet har aldrig använts av de vietnamesiska härskarna och anses ofta vara en nedvärderande påminnelse om tiden som fransk koloni respektive kinesisk vasall. Annan var namet för:
- den kinesiska vasallstaten Kinesiska protektoratet Annan som existerade 679–866 i motsvarande dagens Tonkin i norra Vietnam.

Annam (vietnamesiska: An Nam) var namnet på området för: 
- den franska kolonin (protektoratet Annam) 1883-1949 i mellersta Vietnam.
- Nguyendynastin 1802–1945 vars officiella namn dock var "Dai Viet".

## Förvaltning
Annam var en del av Franska Indokina, vars högste styresman var en fransk generalguvernör. Till namnet var Annam dock ett rike under egen furste, som bodde i Huế, men den vietnamesiska ämbetsmännen utövade sina funktioner under kontroll av fransmän, vilka ensamt skötte tullar, allmänna arbeten och över huvud alla förvaltningsgrenar, som krävde enhetlig ledning eller användning av europeiska ämbetsmän och ingenjörer. En fransk generalresident med sina biträden och militäriskt skydd bodde i Hué. Sedan 1899 var Annam delat i 13 provinser. 

## Geografi
Landet var ett berguppfyllt, smalt kustområde på 1 200 km längd och 150 km medelbredd. Kusten var rik på små vikar, i den bergskedja, som bildade gräns mot Laos, fanns toppar på ända till 2 175 m. höjd. På en 1 500 m hög platå i södra delen av landet hade franska regeringen anlagt en kurort, Đà Lạt. I kustlandet och dalarna härskade tropisk temperatur. Nederbörden faller mest oktober–mars, då nordöstmonsunen blåste, och steg till över 2 000 mm. pr år. Landet hade stora skogar, men få trakter var lämpliga för risodling.

## Näringsliv
Handeln låg nästan helt den kinesiska befolkningens händer. Exportvaror var kanel, siden, rotting, bomull, socker och tobak. De viktigaste importvarorna var ris, bomullstyger, opium och papper. Hela importen steg 1896 till 4,2 miljoner francs, exporten till 6,6 miljoner francs. Järnvägarnas längd var 2 398 km år 1904. De viktigaste hamnarna var Tourane, Quảng Ngãi och Qui Nhon.